# Cettia major
Cettia major là một loài chim trong họ Cettiidae.